# Libavcodec
libavcodec è una libreria di codec open source, con licenza LGPL, per codificare e decodificare dati audio e video, scritta in C. La libreria fa parte del progetto FFmpeg. Ci sono diverse applicazioni che dipendono da essa.

## Codec video implementati
libavcodec include decodificatori e codificatori per i seguenti formati:
- Asus v1
- Asus v2
- AVS (solo decodifica)
- CamStudio (solo decodifica)
- Cinepak (solo decodifica)
- Creative YUV (CYUV, solo decodifica)
- Dirac (solo decodifica)
- DNxHD
- Duck TrueMotion v1 (solo decodifica)
- Duck TrueMotion v2 (solo decodifica)
- Flash Screen Video
- FFV1
- H.261
- H.263
- H.264/MPEG-4 AVC (decodifica nativa, codifica tramite x264)
- Huffyuv
- id Software RoQ Video
- Intel Indeo (solo decodifica)
- Lagarith (solo decodifica)
- LOCO (solo decodifica)
- Mimic (solo decodifica)
- MPEG-1
- MPEG-2/H.262
- MPEG-4 Part 2 (il formato usato per esempio dai popolari codec DivX e Xvid)
- On2 VP3 (solo decodifica)
- On2 VP5 (solo decodifica)
- On2 VP6 (solo decodifica)
- On2 VP8 (decodifica nativa, codifica tramite libvpx)
- Apple ProRes
- Apple QuickDraw (solo decodifica)
- QuickTime Graphics SMC
- Real Video RV10 and RV20
- RealVideo RV30 and RV40 (solo decodifica)
- ProRes
- VC-1 (solo decodifica)
- Smacker video (solo decodifica)
- Snow
- Sorenson SVQ1
- Sorenson SVQ3 (solo decodifica)
- Theora (decodifica nativa, codifica tramite libtheora)
- Sierra VMD Video (solo decodifica)
- VMware VMnc (solo decodifica)
- Westwood Studios VQA (solo decodifica)
- WMV — versione 7 e 8
- WMV — versione 9 (solo decodifica)
- Wing Commander/Xan Video (solo decodifica)

## Codec audio implementati
libavcodec include decodificatori e codificari per i seguenti formati:
- 8SVX (solo decodifica)
- AAC
- AC-3
- AMR (solo decodifica)
- AMR-WB (solo decodifica)
- Apple Lossless
- ATRAC3 (solo decodifica)
- Cook Codec (solo decodifica)
- DTS (la codifica è altamente sperimentale)
- EA ADPCM (solo decodifica)
- E-AC-3
- FLAC (supporto per 24/32 bit solo in decodifica[1])
- GSM 06.10 (decodifica nativa, codifica tramite libgsm)
- Intel Music Coder and Indeo Audio Coder (solo decodifica)
- Meridian Lossless Packing / Dolby TrueHD (solo decodifica)
- Monkey's Audio (solo decodifica)
- MP2
- MP3 (decodifica nativa, codifica tramite LAME)
- Nellymoser Asao Codec in Flash
- Opus (tramite la libreria esterna libopus)
- QCELP (solo decodifica)
- QDM2 (solo decodifica)
- RealAudio 1.0
- RealAudio 2.0 (solo decodifica)
- Shorten (solo decodifica)
- Truespeech (solo decodifica)
- TTA (solo decodifica)
- TwinVQ (solo decodifica)
- Vorbis
- WavPack (solo decodifica)
- Windows Media Audio 1
- Windows Media Audio 2
- Windows Media Audio 9 Lossless (solo decodifica)
- Windows Media Audio 9 Professional (solo decodifica)
- Windows Media Audio Voice (solo decodifica)

## Applicazioni che usano libavcodec
- Avidemux
- ffdshow
- GStreamer
- MPlayer
- VLC media player
- xine
- Chroma
- K-Multimedia Player
- Cinelerra
- Kdenlive
- Kino
- Audacity (dalla versione 1.3.6)
- FFmpeg
- HandBrake
- MEncoder
- Kodi